# Tour de San Luis 2013
La 7.ª edición de la competencia de ciclismo en ruta Tour de San Luis se disputó desde el 21 hasta el 27 de enero de 2013.
La carrera contó con 7 etapas y 1009 km de recorrido, realizándose los clásicos finales en alto del Mirador del Potrero y el Mirador del Sol y la contrarreloj en la ciudad de San Luis.
La edición 2013 tuvo el récord de participación de equipos UCI ProTeam en la historia del Tour de San Luis, llegando a 10 las formaciones que tomaron parte de la carrera.
Formó parte del calendario internacional americano, siendo la 7.ª carrera de dicho campeonato.
El ganador de la carrera fue el argentino Daniel Díaz del equipo San Luis Somos Todos. Lo escoltaron en el podio el estadounidense Tejay Van Garderen (BMC) y el brasileño Alex Diniz (Funvic).
El equipo de San Luis además ganó las clasificaciones sprint y montaña a través de Leandro Messineo y Emmanuel Guevara respectivamente, mientras que el BMC triunfó por equipos.

## Equipos participantes
- Para la nómina de inscritos véase: Participantes del Tour de San Luis 2013

Participaron 27 equipos. 10 UCI ProTeam: Omega Pharma-Quick Step, Cannondale, Astana, Movistar, BMC, Lampre-Merida, Ag2r La Mondiale, Orica GreenEDGE, Lotto Belisol y Saxo-Tinkoff.
Los equipos Profesionales Continentales fueron 8: el equipo ruso Katusha, que fue registrado en esta categoría el 15 de enero tras no ser aceptado como ProTeam para 2013, (posteriormente el TAS falló a su favor y fue readmitido). También participaron el Caja Rural, NetApp-Endura, Vini Fantini, Androni Giocattoli, UnitedHealthcare, CCC Polsat Polkowice y el Bardiani Valvole-CSF Inox. 
La nómina se completó con los equipos Continentales ASC Dukla Praha, el local San Luis Somos Todos, el nuevo equipo argentino Buenos Aires Provincia, el brasileño Funvic Brasilinvest-São José dos Campos y el primer equipo chileno profesional, el Clos de Pirque-Trek. Además participaron las selecciones de Argentina, Cuba y México.
Dentro de los ciclistas de renombre que iniciaron la carrera, Alberto Contador (ganador de la Vuelta a España 2012) lo hizo en el Saxo-Tinkoff. Vincenzo Nibali (3º en el Tour de Francia 2012) debutó en el equipo kazajo Astana. Joaquim "Purito" Rodríguez, (ganador del UCI WorldTour 2012) también fue de la partida en el Katusha. Y otros destacados fueron Peter Sagan (Cannondale), Tejay Van Garderen (BMC), Jurgen Van Den Broeck (Lotto Belisol), Mark Cavendish debutando en el Omega Pharma-Quick Step y Juanjo Cobo (ganador de la Vuelta a España 2011) en el equipo Movistar.
| Equipos                                 | Cód. UCI | Categoría               |
| --------------------------------------- | -------- | ----------------------- |
| Movistar Team                           | MOV      | UCI ProTeam             |
| Cannondale Pro Cycling                  | CAN      | UCI ProTeam             |
| Team Saxo-Tinkoff                       | TST      | UCI ProTeam             |
| Ag2r La Mondiale                        | ALM      | UCI ProTeam             |
| Omega Pharma-QuickStep                  | OPQ      | UCI ProTeam             |
| Lampre-Merida                           | LAM      | UCI ProTeam             |
| Astana Pro Team                         | AST      | UCI ProTeam             |
| BMC Racing Team                         | BMC      | UCI ProTeam             |
| Lotto Belisol                           | LTB      | UCI ProTeam             |
| Orica GreenEDGE                         | OGE      | UCI ProTeam             |
| Androni Giocattoli                      | AND      | Profesional Continental |
| Katusha                                 | KAT      | Profesional Continental |
| Team NetApp-Endura                      | TNE      | Profesional Continental |
| CCC Polsat Polkowice                    | CCC      | Profesional Continental |
| Caja Rural                              | CJR      | Profesional Continental |
| Bardiani Valvole-CSF Inox               | BAR      | Profesional Continental |
| Vini Fantini-Selle Italia               | VIN      | Profesional Continental |
| UnitedHealthcare                        | UHC      | Profesional Continental |
| San Luis Somos Todos                    | SLS      | Continental             |
| Buenos Aires Provincia                  | BAP      | Continental             |
| Clos de Pirque-Trek                     | CPT      | Continental             |
| ASC Dukla Praha                         | ADP      | Continental             |
| Jamis-Hagens Berman                     | JSH      | Continental             |
| Funvic Brasilinvest-São José dos Campos | FUN      | Continental             |

| Selecciones            |
| ---------------------- |
| Selección de Argentina |
| Selección de Cuba      |
| Selección de México    |

## Etapas
| Etapa | Fecha       | Recorrido                                        | km         | Ganador          | Líder              |
| 1.ª   | 21 de enero | San Luis-La Toma-Villa Mercedes                  | 164        | Mark Cavendish   | Mark Cavendish     |
| 2.ª   | 22 de enero | Tilisarao-Juana Koslay-Terrazas del Portezuelo   | 171,4      | Sacha Modolo     | Sacha Modolo       |
| 3.ª   | 23 de enero | La Punta-El Trapiche-Nogolí-Mirador del Potrero  | 173,1      | Alex Diniz       | Alex Diniz         |
| 4.ª   | 24 de enero | San Luis-San Luis                                | 19,2 (CRI) | Sven Tuft        | Michał Kwiatkowski |
| 5.ª   | 25 de enero | Juana Koslay-San Francisco-La Carolina           | 169,8      | Emmanuel Guevara | Daniel Díaz        |
| 6.ª   | 26 de enero | Quines-San Martín-Concarán-Merlo-Mirador del Sol | 156,6      | Alberto Contador | Daniel Díaz        |
| 7.ª   | 27 de enero | San Luis-El Trapiche-San Luis                    | 154,7      | Mattia Gavazzi   | Daniel Díaz        |

## Clasificaciones finales
- Las clasificaciones finalizaron de la siguiente forma:[10]

### Clasificación general
| Posición | Ciclista              | Equipo                                  | Tiempo           |
| -------- | --------------------- | --------------------------------------- | ---------------- |
|          | Daniel Díaz           | San Luis Somos Todos                    | 24 h 03 min 16 s |
| 2        | Tejay Van Garderen    | BMC Racing                              | a 33 s           |
| 3        | Alex Diniz            | Funvic Brasilinvest-São José dos Campos | a 39 s           |
| 4        | Alberto Contador      | Saxo-Tinkoff                            | a 1 min 02 s     |
| 5        | Jurgen Van Den Broeck | Lotto Belisol                           | a 1 min 47 s     |
| 6        | Mauro Santambrogio    | Vini Fantini-Selle Italia               | a 2 min 29 s     |
| 7        | Miguel Ángel Rubiano  | Androni Giocattoli                      | a 2 min 34 s     |
| 8        | Janier Acevedo        | Jamis-Hagens Berman                     | a 3 min 00 s     |
| 9        | Bart De Clercq        | Lotto Belisol                           | a 3 min 14 s     |
| 10       | Vincenzo Nibali       | Astana                                  | a 3 min 17 s     |

| 11 | Arnold Alcolea       | Selección de Cuba      | a 3 min 25 s  |
| 12 | Michał Kwiatkowski   | Omega Pharma-QuickStep | a 3 min 32 s  |
| 13 | Matteo Montaguti     | Ag2r La Mondiale       | a 4 min 08 s  |
| 14 | Diego Ulissi         | Lampre-Merida          | a 4 min 12 s  |
| 15 | André Cardoso        | Caja Rural             | a 4 min 20 s  |
| 16 | Philip Deignan       | UnitedHealthcare       | a 4 min 30 s  |
| 17 | Cayetano Sarmiento   | Cannondale             | a 4 min 36 s  |
| 18 | José João Mendes     | NetApp-Endura          | a 4 min 56 s  |
| 19 | Jesús Herrada        | Movistar               | a 5 min 16 s  |
| 20 | Mathias Frank        | BMC Racing             | a 6 min 17 s  |
| 21 | Dani Moreno          | Katusha                | a 7 min 22 s  |
| 22 | Pieter Serry         | Omega Pharma-QuickStep | a 7 min 54 s  |
| 23 | Sylvain Chavanel     | Omega Pharma-QuickStep | a 8 min 40 s  |
| 24 | David Arroyo         | Caja Rural             | a 8 min 40 s  |
| 25 | Dominik Nerz         | BMC Racing             | a 9 min 14 s  |
| 26 | Fabricio Ferrari     | Caja Rural             | a 9 min 53 s  |
| 27 | Ignacio Pereyra      | Buenos Aires Provincia | a 11 min 08 s |
| 28 | Paolo Tiralongo      | Astana                 | a 11 min 26 s |
| 29 | Kristijan Đurasek    | Lampre-Merida          | a 11 min 30 s |
| 30 | Ariel Sívori         | Selección de Argentina | a 11 min 34 s |
| 31 | Jorge Giacinti       | San Luis Somos Todos   | a 12 min 12 s |
| 32 | Josué Moyano         | Caja Rural             | a 12 min 41 s |
| 33 | Jesús Hernández      | Saxo-Tinkoff           | a 13 min 10 s |
| 34 | Facundo Lezica       | Selección de Argentina | a 13 min 45 s |
| 35 | Andrey Zeits         | Astana                 | a 13 min 50 s |
| 36 | Patricio Almonacid   | Clos de Pirque-Trek    | a 13 min 59 s |
| 37 | Gonzalo Garrido      | Clos de Pirque-Trek    | a 14 min 26 s |
| 38 | Egor Silin           | Astana                 | a 17 min 38 s |
| 39 | Ben Gastauer         | Ag2r La Mondiale       | a 17 min 42 s |
| 40 | Rinaldo Nocentini    | Ag2r La Mondiale       | a 18 min 15 s |
| 41 | Juanjo Cobo          | Movistar               | a 18 min 42 s |
| 42 | Flavio De Luna       | Selección de México    | a 18 min 49 s |
| 43 | Yasmani Martínez     | Selección de Cuba      | a 19 min 22 s |
| 44 | Diego Rosa           | Androni Giocattoli     | a 19 min 37 s |
| 45 | Sergio Godoy         | San Luis Somos Todos   | a 19 min 51 s |
| 46 | Marc de Maar         | UnitedHealthcare       | a 19 min 58 s |
| 47 | Eloy Teruel          | Movistar               | a 20 min 12 s |
| 48 | Alberto Losada       | Katusha                | a 22 min 04 s |
| 49 | Gabriel Juárez       | Selección de Argentina | a 22 min 37 s |
| 50 | Pieter Weening       | Orica GreenEDGE        | a 23 min 37 s |
| 51 | Fran Ventoso         | Movistar               | a 23 min 41 s |
| 52 | Fabio Aru            | Astana                 | a 23 min 50 s |
| 53 | Vladimir Karpets     | Movistar               | a 24 min 53 s |
| 54 | Adriano Malori       | Lampre-Merida          | a 26 min 07 s |
| 55 | Joaquim Rodríguez    | Katusha                | a 26 min 08 s |
| 56 | Michael Albasini     | Orica GreenEDGE        | a 27 min 03 s |
| 57 | Jonathan Castroviejo | Movistar               | a 28 min 27 s |
| 58 | Jackson Rodríguez    | Androni Giocattoli     | a 28 min 55 s |
| 59 | Jeff Louder          | UnitedHealthcare       | a 29 min 39 s |
| 60 | Xavier Florencio     | Katusha                | a 30 min 45 s |

### Clasificación de los sprints
| Posición | Ciclista         | Equipo                 | Puntos |
| -------- | ---------------- | ---------------------- | ------ |
|          | Leandro Messineo | San Luis Somos Todos   | 11     |
| 2        | Julián Gaday     | Buenos Aires Provincia | 10     |
| 3        | Guido Palma      | ASC Dukla Praha        | 8      |

### Clasificación de la montaña
| Posición | Ciclista         | Equipo                                  | Puntos |
| -------- | ---------------- | --------------------------------------- | ------ |
|          | Emmanuel Guevara | San Luis Somos Todos                    | 16     |
| 2        | Alex Diniz       | Funvic Brasilinvest-São José dos Campos | 16     |
| 3        | Jorge Giacinti   | San Luis Somos Todos                    | 14     |

### Clasificación por equipos
| Posición | Equipo                  | Tiempo           |
| -------- | ----------------------- | ---------------- |
|          | BMC Racing              | 72 h 25 min 29 s |
| 2        | Astana                  | a 1 min 07 s     |
| 3        | Caja Rural              | a 1 min 53 s     |
| 4        | Omega Pharma-Quick Step | a 3 min 56 s     |
| 5        | San Luis Somos Todos    | a 4 min 48 s     |

| 6  | Movistar            | a 7 min 40 s  |
| 7  | Ag2r La Mondiale    | a 16 min 32 s |
| 8  | Lampre-Merida       | a 18 min 02 s |
| 9  | UnitedHealthcare    | a 22 min 20 s |
| 10 | Selección Argentina | a 24 min 34 s |

## Evolución de las clasificaciones
| Etapa (Vencedor)            | Clasificación general | Clasificación de los sprints | Clasificación de la montaña | Clasificación por equipos |
| --------------------------- | --------------------- | ---------------------------- | --------------------------- | ------------------------- |
| 1ª etapa (Mark Cavendish)   | Mark Cavendish        | Walter Pérez                 | Flavio De Luna              | Cannondale                |
| 2ª etapa (Sacha Modolo)     | Sacha Modolo          | Walter Pérez                 | Flavio De Luna              | Cannondale                |
| 3ª etapa (Alex Diniz)       | Alex Diniz            | Leandro Messineo             | Jorge Giacinti              | Astana                    |
| 4ª etapa (Svein Tuft)       | Michał Kwiatkowski    | Leandro Messineo             | Jorge Giacinti              | Omega Pharma-Quick Step   |
| 5ª etapa (Emmanuel Guevara) | Daniel Díaz           | Leandro Messineo             | Emanuel Guevara             | San Luis Somos Todos      |
| 6ª etapa (Alberto Contador) | Daniel Díaz           | Leandro Messineo             | Emanuel Guevara             | BMC                       |
| 7ª etapa (Mattia Gavazzi)   | Daniel Díaz           | Leandro Messineo             | Emanuel Guevara             | BMC                       |
| Final                       | Daniel Díaz           | Leandro Messineo             | Emanuel Guevara             | BMC                       |

## UCI America Tour
La carrera al estar integrada al calendario internacional americano 2012-2013 otorgó puntos para dicho campeonato, siendo el baremo de puntuación el siguiente:
| Posición                    | 1º | 2º | 3º | 4º | 5º | 6º | 7º | 8º | 9º | 10º | 11º | 12º |
| Clasificación general final | 80 | 56 | 32 | 24 | 20 | 16 | 12 | 8  | 7  | 6   | 5   | 3   |
| Por etapa                   | 16 | 11 | 6  | 5  | 4  | 2  |    |    |    |     |     |     |
| Líder General por etapa     | 8  |    |    |    |    |    |    |    |    |     |     |     |

Los ciclistas que obtuvieron puntos fueron los siguientes:
- Nota:Es importante destacar que los puntos que obtuvieron ciclistas de equipos UCI ProTeam no van a ésta clasificación, ya que el UCI America Tour es una clasificación cerrada a ciclistas de equipos Profesionales Continentales, Continentales y amateurs.

| Ciclista             | Equipo                    | Puntos por la clasificación final | Puntos de etapa | Puntos de líder | Total |
| -------------------- | ------------------------- | --------------------------------- | --------------- | --------------- | ----- |
| Daniel Díaz          | San Luis Somos Todos      | 80                                | 22              | 16              | 118   |
| Alex Diniz           | Funvic                    | 32                                | 22              | 8               | 62    |
| Mauro Santambrogio   | Vini Fantini-Selle Italia | 16                                | 15              | -               | 31    |
| Sacha Modolo         | Bardiani Valvole-CSF Inox | -                                 | 27              | -               | 27    |
| Miguel Ángel Rubiano | Androni Giocattoli        | 12                                | 6               | -               | 18    |
| Mattia Gavazzi       | Androni Giocattoli        | -                                 | 16              | -               | 16    |
| Emmanuel Guevara     | San Luis Somos Todos      | -                                 | 16              | -               | 16    |
| Arnold Alcolea       | Selección de Cuba         | 5                                 | 10              | -               | 15    |
| Janier Acevedo       | Jamis-Hagens Berman       | 8                                 | 4               | -               | 12    |
| Leandro Messineo     | San Luis Somos Todos      | -                                 | 11              | -               | 11    |

| Posiciones del 11º al 14º | Posiciones del 11º al 14º | Posiciones del 11º al 14º         | Posiciones del 11º al 14º | Posiciones del 11º al 14º | Posiciones del 11º al 14º |
| Ciclista                  | Equipo                    | Puntos por la clasificación final | Puntos de etapa           | Puntos de líder           | Total                     |
| ------------------------- | ------------------------- | --------------------------------- | ------------------------- | ------------------------- | ------------------------- |
| Bartłomiej Matysiak       | CCC Polsat Polkowice      | -                                 | 4                         | -                         | 4                         |
| Juan José Haedo           | Jamis-Hagens Berman       | -                                 | 2                         | -                         | 2                         |
| Jorge Giacinti            | San Luis Somos Todos      | -                                 | 2                         | -                         | 2                         |
| Rafael Andriato           | Vini Fantini-Selle Italia | -                                 | 2                         | -                         | 2                         |

### Clasificación por equipos
- Nota:Sólo se computan equipos registrados en la Unión Ciclista Internacional, excepto los UCI ProTeam.

Los equipos que obtuvieron puntos fueron los siguientes:
| Equipo                       | Puntos |
| ---------------------------- | ------ |
| San Luis Somos Todos         | 147    |
| Funvic                       | 62     |
| Androni Giocattoli-Venezuela | 34     |
| Vini Fantini-Selle Italia    | 33     |
| Bardiani Valvole-CSF Inox    | 27     |
| Jamis-Hagens Berman          | 14     |
| CCC Polsat Polkowice         | 4      |

### Clasificación por países
Los países que obtuvieron puntos fueron los siguientes:
| País      | Puntos |
| --------- | ------ |
| Argentina | 149    |
| Italia    | 74     |
| Brasil    | 64     |
| Colombia  | 30     |
| Cuba      | 15     |
| Polonia   | 4      |

1. 1 2  Sus puntos van a la clasificación por países del UCI Europe Tour.